# Дев'ятаєв Михайло Петрович
Михайло Петрович Дев'ятаєв (8 липня 1917 — 24 листопада 2002) — льотчик-винищувач періоду німецько-радянської війни, Герой Радянського Союзу (15 серпня 1957). 8 лютого 1945 року у складі групи з 10 військовополонених скоїв втечу з німецького концтабору на острові Узедом на викраденому німецькому бомбардувальнику Heinkel He 111 H-22.

## Біографія
Народився в селищі Торбеєво (на той час Пензенська губернія) у багатодітній селянській родині у якій був 13-ю дитиною. За національністю мокшанин. У 1933 році закінчив 7 класів, в 1938 році — Казанський річковий технікум, аероклуб. Працював помічником капітана баркаса на Волзі.
У 1938 році Свердловським РВК міста Казань призваний в Червону Армію. Закінчив в 1940 році Чкаловську військово-авіаційну школу льотчиків.
У діючій армії з 22 червня 1941 року. Бойовий рахунок відкрив 24 червня, збивши під Мінськом пікіруючий бомбардувальник Junkers Ju 87.
10 вересня 1941 збив Ju-88 в районі північніше Ромен (на Як-1 у складі 237 ВАП). 23 вересня 1941 при поверненні з завдання Дев'ятаєв був атакований німецькими винищувачами. Одного він збив, проте й сам отримав поранення в ліву ногу. Після госпіталю лікарська комісія визначила його в тихохідну авіацію. Він служив в нічному бомбардувальному полку, потім у санітарній авіації. Пізніше, командир ланки 104-го гвардійського винищувального авіаційного полку (9-та гвардійська винищувальна авіаційна дивізія, 2-га повітряна армія, 1-й Український фронт) гвардії старший лейтенант Дев'ятаєв у повітряних боях збив 9 ворожих літаків.
Увечері 13 липня 1944 року вилетів у складі групи винищувачів P-39 під командуванням майора В. Боброва на відбиття нальоту ворожої авіації. У повітряному бою в районі Львова літак Дев'ятаєва був підбитий і загорівся; при стрибку Дев'ятаєв вдарився об стабілізатор літака і потрапив у полон. Після допиту був відправлений в розвідвідділ абверу, звідти — в Лодзинський табір військовополонених, звідки разом з групою військовополонених-льотчиків 13 серпня 1944 здійснив першу спробу втечі. Втікачі були спіймані, оголошені смертниками і відправлені в табір смерті Заксенгаузен. Надалі Дев'ятаєв був відправлений на острів Узедом, де в ракетному центрі Пенемюнде йшли розробки нової зброї Третього рейху — крилатих ракет «Фау-1» і балістичних ракет «Фау-2».
8 лютого 1945 року група радянських військовополонених із 10 осіб захопила німецький бомбардувальник Heinkel He 111 H-22 та здійснила на ньому втечу з концтабору. Пілотував літак Дев'ятаєв. Вислані навздогін винищувачі не змогли виявити викрадений літак. В районі лінії фронту літак був обстріляний радянськими зенітками.

## Доля 10-х військовополонених, які втекли з німецького полону
Всі втікачі були поміщені в фільтраційний табір. Згодом сімох з них направили в одну з рот 777-го стрілецького полку (за іншими даними — в 7-му стрілецьку роту 3-го стрілецького батальйону 447-го стрілецького Пінського полку 397-ї стрілецької дивізії 61-ї армії. Із сімох шестеро загинули і один був поранений. Трьох офіцерів перевіряли органи «СМЕРШ» і під час війни, і після неї.
У вересні 1945 року Дев'ятаєва знайшов С. П. Корольов, призначений керувати радянською програмою з освоєння німецької ракетної техніки. Перевірку, яку довелося пройти, Дев'ятаєв згодом характеризував як «тривалу і принизливу», були відомості, що він п'ятнадцять років відсидів у в'язниці.
За допомогу у створенні першої радянської ракети Р-1 — копії Фау-2 — Корольов у 1957 році зміг представити Дев'ятаєва до звання Героя Радянського Союзу і 15 серпня 1957 року це звання йому було присвоєне. Тоді ж здобув нагороду ще один учасник втечі — Михайло Ємець.